# Yeba
Yeba es un pueblo aragonés del Valle de Vió, perteneciente al municipio de Fanlo, en la Provincia de Huesca y comarca de Sobrarbe. Con su población de 12 habitantes (2018), es el pueblo más poblado de este valle.

## Geografía
El pueblo de Yeba se encuentra situado a 1.150 metros de altura sobre el nivel del mar, a una distancia de 15 km de Fanlo, la capital de su municipio, de 24 km de Aínsa, la capital de la comarca, y de 123 km de Huesca, la capital de la provincia.

## Fiestas
- 15 de agosto, Fiesta Mayor haciendo honor a la Virgen Maria.
- 15 de diciembre, romería a la ermita de San Miguel.

- Datos: Q13050483
- Multimedia: Yeba / Q13050483